# 香港主水平基準
香港主水平基準（英語：Hong Kong Principal Datum，簡稱 HKPD），又稱香港高程基準面，是香港土地測量的基礎參考高度。

## 歷史

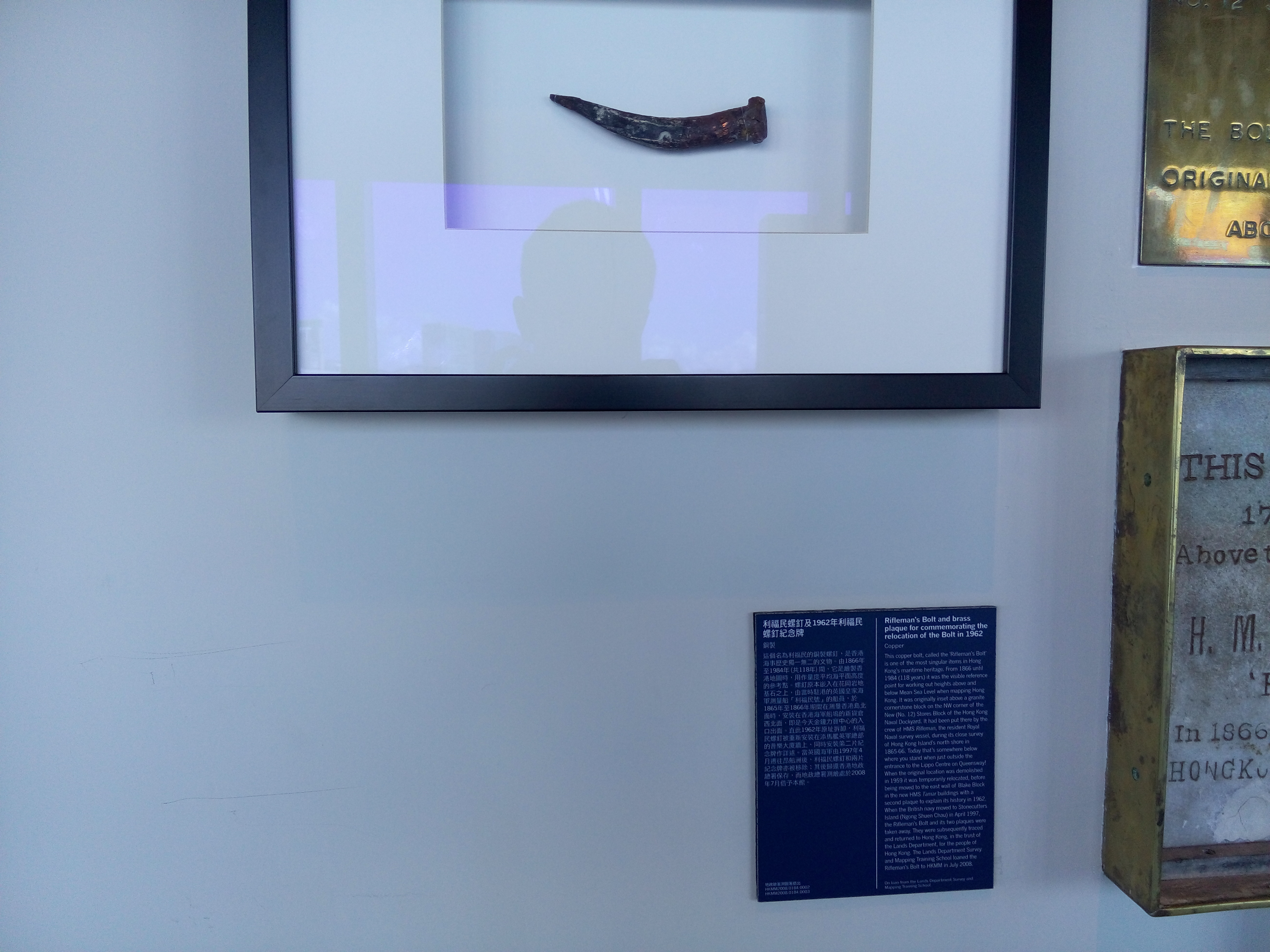
展示於香港海事博物館的「利福民螺釘」

香港主水平基準訂立於1866年。當年英國皇家海軍測量船利福民號（H.M. Surveying Vessel Rifleman）來港勘測，測量師測得維多利亞港內的最低潮位為平均海平面之下1.23米，並以此定為香港的主水平基準（Principal Datum）。但由於此基準絕大部份時間位於海平面之下，不便用作參考，故此船員將一顆銅螺釘嵌於當時的香港海軍船塢內、皇家海軍辦事處及海軍船塢膳樓東牆（現港鐵金鐘站、力寶中心附近），這顆「利福民螺釘」（Rifleman's Bolt）的最高點位於為水主水平基準之上5.435米（17呎10吋）。故此所有高於香港主水平基準的高度，都可根據相對於利福民螺釘的高度，再加上5.435米，即為相對於香港主水平基準的高度。香港自此便以這個主水平基準面作為高度的參考基準，地圖和工程圖則上亦會以「（香港）主水平基準面上／下X米」來表示，英文為+/-XmPD。例如某點的高度是+10mPD，即表示這點位於香港主水平基準以上10米。
香港天文台利用記錄於維多利亞港北角的19年（1965至1983年）驗潮數據，釐定香港平均海面為主水平基準之上約1.23米。其後，再根據於鰂魚涌近19年（1997至2015年）的潮汐數據，再次釐定香港平均海面為主水平基準之上約1.30米。而用以測量潮汐高度、作為海水高度及海深測量基準的香港海圖基準面，則定在香港主水平基準面以下0.146米（即利福民螺釘之下5.566米）。
利福民螺釘於1959年被暫時搬移，1962年被重新安裝在添馬艦海軍基地普樂大廈的東面牆壁，並於1984年5月重新測量，該點高程定為位於香港主水平基準之上5.420米。1997年4月英國海軍基地遷往昂船洲，具有歷史價值的利福民螺釘被當局拆下保留，但不再作為高程基準面之用。現由地政總署借予香港海事博物館作展覽用途。

## 外部連結
- 公務員事務局：部門特寫《山高水深知多少》